# Luis Fontés

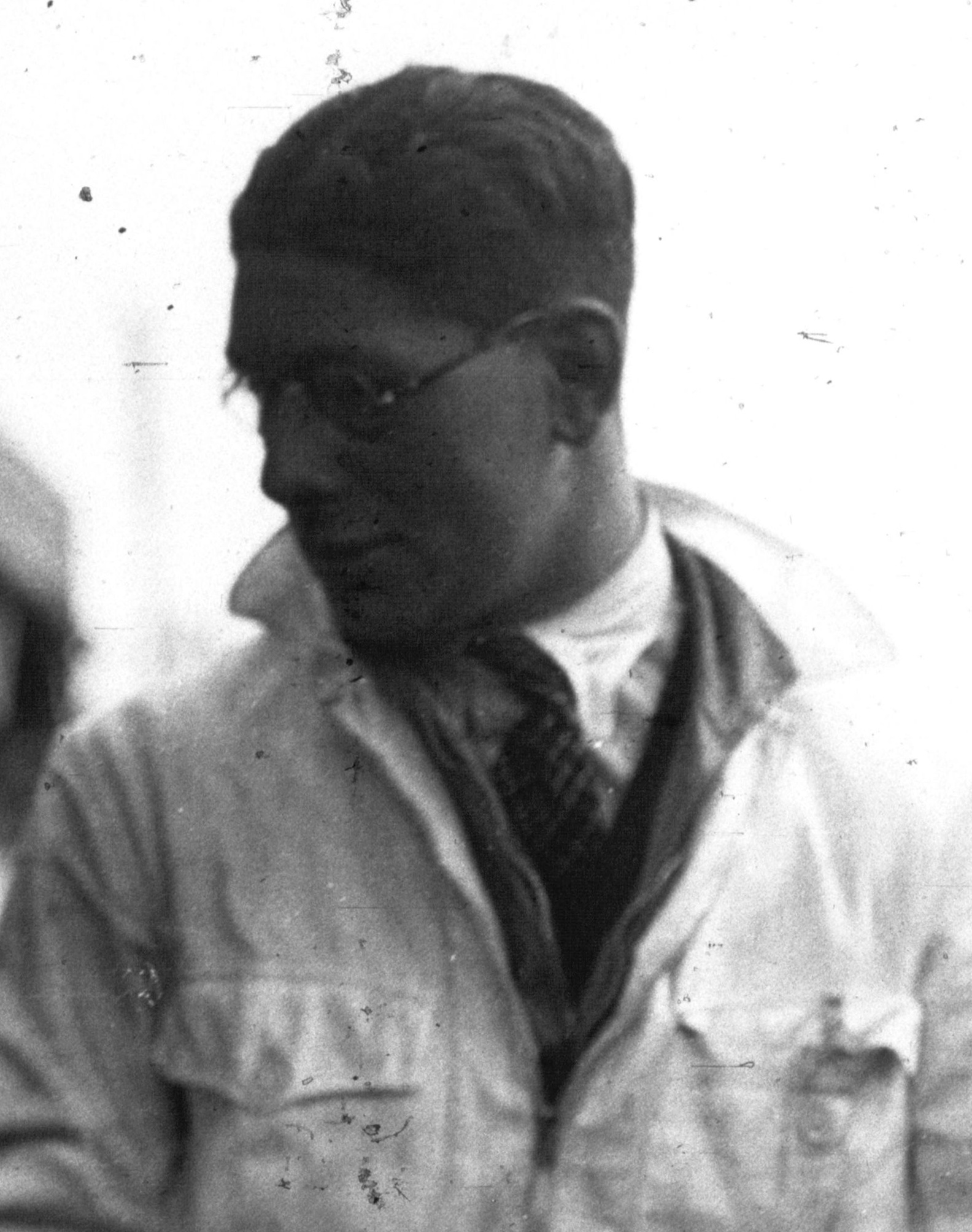
Louis Fontés 1935 in Le Mans

Luis Concelvis Fontés (* 26. Dezember 1912 in London; † 12. Oktober 1940 in Llysworney, Vale of Glamorgan) war ein englischer Autorennfahrer und Flieger.

## Karriere
Luis Fontés kam als Sohn des brasilianischen Reeders Antonio Fontés zur Welt. Nach dem Tod seines Vaters 1913 – da war Luis erst ein Jahr alt – zog seine Mutter mit den Kindern nach Torquay. Fontés studierte nach seiner Grundschulausbildung am Loughborough Engineering College. Zu Beginn der 1930er-Jahre begann er mit dem Motorsport und machte eine Ausbildung zum Flieger.
Seinen ersten Erfolg auf der Rennstrecke hatte der bis dahin völlig unbekannte Fontés bei der JCC International Trophy in Brooklands 1935, die er überraschend auf einem Alfa Romeo gewann. Fontés fuhr in Folge so starke Rennen, dass er von Lagonda eingeladen wurde, an der Seite von Johnny Hindmarsh das 24-Stunden-Rennen von Le Mans zu bestreiten. Nach einem turbulenten Rennen – Fontés hatte den Lagonda M45R nach einem vermeintlichen Defekt bereits abgestellt – siegte das britische Duo überraschend bei diesem Langstreckenrennen.
Bis Ende des Jahres verlegte Fontés seine Aktivitäten fast gänzlich zum Flugsport und fuhr nur mehr sporadisch Rennen. Er nahm regelmäßig an Flugwettkämpfen teil und brach einige Flugrekorde.
Am 6. Oktober 1935 kam seine Karriere zu einem dramatischen Ende. Bei einem privaten nächtlichen Straßenrennen kollidierten Fontés und der britische Motorradrennfahrer Reginald Mordike. Während Fontés – der Schuld am Unfall hatte und dabei auch noch betrunken war – unverletzt blieb, fand Mordike den Tod. Fontés wurde verhaftet und nach einem Verfahren zu drei Jahren Haft verurteilt. Sowohl seine Fahrer- als auch seine Fluglizenz wurden eingezogen. Nach seiner Entlassung 1938 nahm er den Flugsport wieder auf. Als der Zweite Weltkrieg ausbrach, wurde er Flieger bei einer Transporteinheit der Royal Air Force. Er starb am 12. Oktober 1940, als seine Vickers Wellington nach einem Motorschaden auf ein Feld in der Nähe von Llysworney stürzte. Er hinterließ seine Frau und einen Sohn.

## Statistik

### Le-Mans-Ergebnisse
| Jahr | Team                            | Fahrzeug            | Teamkollege      | Platzierung | Ausfallgrund |
| ---- | ------------------------------- | ------------------- | ---------------- | ----------- | ------------ |
| 1935 | Arthur W. Fox & Charles Nicholl | Lagonda M45R Rapide | Johnny Hindmarsh | Gesamtsieg  |              |